# Белфегор
Белфегор, првобитно бог плодности, кога су Моабићани обожавали у облику фалуса, у Старом завету постаје један од демона, а Кабала му приписује власт над шестом злом сефиром.
У хришћанској демонологији, Белфегор је инкарнација таштине и лењости – по Томи Аквинском, можда и најгорег од седам смртних грехова – јер има за последицу незнање које људе води на странпутицу.
Прича се да је Белфегор једном приликом дошао на Земљу, где се неко време препустио сексуалним задовољствима, али је убрзо побегао у пакао, срећан што тамо нема супружничких односа. Ипак, оптужба за мизогинију чини се да је неоправдана, јер се Белфегор често појављује у облику лепе девојке.